# Piotr Gabryel
Piotr Gabryel (ur. 2 marca 1961 w Nidzicy) – polski dziennikarz, działacz PZPR, publicysta, w latach 1982–1987 i 1990–2007 dziennikarz tygodnika „Wprost”, w latach 2006–2007 redaktor naczelny tego tygodnika.

## Życiorys
W 1980 wstąpił do Polskiej Zjednoczonej Partii Robotniczej. Ukończył w tym czasie Szkołę Podchorążych Rezerwy LWP i naukę w Centrum Szkolenia Oficerów Politycznych im. Ludwika Waryńskiego. Zajmował się również pracą propagandową i obsługiwał X zjazd PZPR; był laureatem konkursu pt. „PZPR kierowniczą siłą narodu”. W PZPR udzielał się do czasu rozwiązania tej partii w 1990 r.
W latach 1982–1984 był współpracownikiem tygodnika „Wprost”, potem, do 1987, jego reporterem. W 1984 został absolwentem Wydziału Nauk Społecznych Uniwersytetu im. Adama Mickiewicza w Poznaniu ze specjalizacją dziennikarstwo. W latach 1987–1990 był reporterem miesięcznika „Reporter”. Przed 1989 otrzymał Nagrodę im. Juliana Bruna.
W 1990 wrócił do tygodnika „Wprost”, będąc do 2001 zastępcą redaktora naczelnego, od 2001 do 2006 pierwszym zastępcą redaktora naczelnego. Od maja 2006 do stycznia 2007 pełnił funkcję redaktora naczelnego tego tygodnika. W 1994 został stypendystą Agencji Informacyjnej USA. Dwukrotnie był członkiem Rady Programowej Polskiej Agencji Prasowej w latach 1999–2002 i 2009–2013. Od 2000 do stycznia 2007 był wiceprezesem zarządu Agencji Wydawniczo-Reklamowej „Wprost”.
Był pomysłodawcą i jednym z pierwszych autorów rankingu „100 najbogatszych Polaków”. Wymyślił i doprowadził do powstania Nagród Kisiela (wspólnie ze Stefanem Kisielewskim) oraz zorganizował pierwsze polskie prawybory we Wrześni.
Często reprezentował tygodnik „Wprost”, występując w innych mediach, np. w programach telewizyjnych 7 dni świat czy Loża Prasowa.
W maju 2007 zaczął pracować w redakcji „Rzeczpospolitej”. Początkowo objął stanowisko szefa działu krajowego, a w lipcu 2007 został jednym z zastępców redaktora naczelnego. Po odejściu z „Rzeczpospolitej”, od grudnia 2011 do listopada 2012 był zastępcą redaktora naczelnego tygodnika „Uważam Rze”. Od stycznia 2013 zastępca redaktora naczelnego tygodnika „Do Rzeczy”.
W 2014 jego reportaż Zamawiam taczkę dla obywatela M. ukazał się w antologii 100 najlepszych reportaży polskich XX wieku „100/XX” pod redakcją Mariusza Szczygła.

## Książki
- Zaproszenie do czyśćca. Reportaże (1987, ISBN 83-03-01738-1)
- Kciuk Pana Boga. Reportaże (1989, ISBN 83-03-02480-9)
- Katyń w pół drogi (1989, ISBN 83-85072-24-1)
- Jabłoń i jabłko (ISBN 83-900023-5-3)
- Demony „Białego Domu” (wspólnie z Wojciechem Pieleckim, wyd. Reporter) (ISBN 83-85189-06-8)
- Testament Kisiela. Rozmowy ze Stefanem Kisielewskim (ISBN 83-900024-6-9)
- Polscy milionerzy. 1000 sposobów na fortunę!!! (ISBN 83-86790-40-7)
- Piąta władza, czyli Kto naprawdę rządzi Polską? (ISBN 83-01-12509-8)